# Zdzisław Kunstmann
Zdzisław Kunstmann (ur. 27 stycznia 1909 w Rakszawie, zm. 1968) – polski reżyser radiowy, w latach 1945–1951 związany z Pomorską Rozgłośnią Polskiego Radia w Bydgoszczy.

## Życiorys
W okresie II Rzeczypospolitej był spikerem radiowym Polskiego Radia Lwów, następnie od 1 marca 1936 Polskiego Radia Warszawa oraz w Poznaniu. Po wybuchu II wojny światowej ewakuowany 8 września 1939, dotarł do Warszawy, gdzie pełnił funkcję spikera w rozgłośni warszawskiej. Był żołnierzem Armii Krajowej. Za tę działalność po wojnie był szykanowany i prześladowany.
W kwietniu 1945 r. osiedlił się w Bydgoszczy, gdzie znalazł zatrudnienie w Rozgłośni Pomorskiej Polskiego Radia przy ul. Gdańskiej 50. Kierował działem informacyjnym, był reżyserem radiowym, autorem słuchowisk. Razem z Czesławem Nowickim był autorem pierwszej w powojennej Polsce audycji satyryczno-muzycznej „Pokrzywy nad Brdą”. Audycję tę nadano po raz pierwszy 24 czerwca 1945 r., w oprawie muzycznej Grzegorza Kardasia. Jednym z prowadzących tę audycję był Jeremi Przybora. Natomiast dla Teatru Wyobraźni napisał i reżyserował słuchowisko „Powracająca fala”.
W 1946 r. z okazji obchodów 600-lecia nadania praw miejskich Bydgoszczy, ukazała się drukiem jego „Piosenka o Bydgoszczy”. Tekst i muzykę napisał pod pseudonimem Jan Wojtkiewicz w opracowaniu Grzegorza Kardasia.
Zwolniony w 1951 r. z rozgłośni bydgoskiej, wyjechał do Szczecina, gdzie pracował jako pomocnik w „Estradzie”. Pod koniec życia, poważnie chory, otrzymał pracę w Rozgłośni Polskiego Radia w Poznaniu. Zmarł w Poznaniu w 1968 r.